# Lynden Gooch
Lynden Jack Gooch (* 24. Dezember 1995 in Santa Cruz, Kalifornien) ist ein US-amerikanischer Fußballspieler, der bei Stoke City unter Vertrag steht.

## Leben
Lynden Gooch stammt aus dem kalifornischen Santa Cruz. Sein Vater kommt aus dem Vereinigten Königreich, seine Mutter aus Irland. Er ist der jüngste von vier Brüder.

## Karriere

### Verein

#### Jugend
Gooch spielte in seiner Jugend für den lokalen Jugendfußballklub Santa Cruz Breakers. Parallel reiste er, seitdem er zehn Jahre alt war, jedes Jahr, entweder im Frühling oder im Sommer, nach England, um an der Jugendakademie des AFC Sunderland zu trainieren. Während er bei den Santa Cruz Breakers trainierte, hielt sein Vater den Club in Sunderland über die Trainingsfortschritte seines Sohnes auf dem Laufenden. 2012 siedelte er fest nach England um und spielte bei der U-16 des Clubs.

#### AFC Sunderland
Gooch wechselte 2014 in die Reservemannschaft des AFC Sunderland und wurde im Februar 2015 an den Fünftligisten FC Gateshead ausgeliehen. Dort absolvierte er sieben Spiele und erzielte dabei ein Tor. Am 26. August 2015 gab er sein Debüt für die erste Mannschaft der "Black Cats". Im League Cup-Spiel gegen Exeter City wurde er in der 58. Minute eingewechselt. Ein halbes Jahr später wurde Gooch erneut ausgeliehen und zwar an die Doncaster Rovers. In der Football League One absolvierte er 10 Spiele.
Zwischen diesen Leihstation stand er im Aufgebot der AFC Sunderland U-23 und absolvierte von 2014 bis 2016 32 Spiele in der Premier League 2. Sein erster Einsatz in der Premier League fand am 13. August 2016 am ersten Spieltag der Saison 2016/2017 statt. Im Spiel gegen Manchester City stand er in der Startelf. In der anschließenden Spielzeit stieg er mit seinem Verein in die dritte Liga ab. Dort entwickelte sich Gooch zum Stammspieler seiner Mannschaft und konnte auch regelmäßig Tore für Sunderland erzielen. Der Aufenthalt in der dritthöchsten englischen Spielklasse sollte länger dauern als zunächst angenommen und erst in der vierten Spielzeit in der EFL League One 2021/22 erreichte Lynden Gooch mit seinen Teamkollegen die Rückkehr in die EFL Championship.

#### Stoke City
Anfang September 2023 verließ er Sunderland nach 11 Jahren und wechselte zu Stoke City.

### Nationalmannschaft
Gooch hat aufgrund seiner Herkunft die Möglichkeit für die Nationalmannschaft der USA, England oder Irland zu spielen. 2013 stand er bei einem Spiel der irischen U-18 Nationalmannschaft gegen die Schweiz auf dem Platz. Später entschied er sich, für die USA spielen zu wollen und absolvierte sieben Spiele für die US-amerikanische U-20 Auswahl. Im Oktober 2016 wurde Gooch von US-Trainer Jürgen Klinsmann zum ersten Mal für die Fußballnationalmannschaft der Vereinigten Staaten nominiert. Sein Debüt für die Nationalmannschaft der USA gab er am 11. Oktober 2016 in einem Freundschaftsspiel gegen Neuseeland.